# Vålerengalinjen
Vålerengalinjen var en del af Oslos sporveje, der gik fra Schweigaards gate til Etterstad. Strækningen eksisterede fra 1900 til 1968.
Vålerengalinjen var en afgrening af Gamlebylinjen, der var blevet oprettet som en af Oslos tre første sporvognslinjer i 1875. Gamlebylinjen blev oprindeligt trafikeret af hestesporvogne, der kørte fra Stortorget via Grønland til Botsfengselet ved Schweigaards gate. I 1900 blev Gamlebylinjen omstillet til elektrisk drift og forlænget til Oslo Hospital. Samtidig anlagdes en afgrening ad Schweigaards gate og Galgeberg til Vålerenga. I 1923 blev Vålerengalinjen forlænget videre til Etterstad ved Helsfyr. Fra 1926 blev dens spor også benyttet af Østensjøbanen og fra 1957 desuden af Lambertseterbanen. I 1960 blev Gamlebylinjens vestlige del flyttet fra Brugata – Stenersgata – Grønland – Grønlandsleiret til den nuværende tracé ad Biskop Gunnerus' gate – Schweigaards gate for at give en mere effektiv drift. I 1966 åbnede T-banen til Helsfyr, og i 1968 blev Vålerengalinjen nedlagt.
Vålerengalinjens tidligere tracé trafikeres nu af den østlige del af buslinje 37. Linje 37 er en af Norges mest benyttede buslinjer, hvor kapacitetsgrænsen er ved at være nået med op til 12 afgange i timen i hver retning og drift med ledbusser. Der har ved flere lejligheder været fremsat forslag om at erstatte busserne til Helsfyr med sporvogne, blandt andet for at kunne håndtere det stigende antal passagerer. I 2005 vedtog bydelsudvalget for Gamle Oslo at gå ind for genåbning af Vålerengalinjen til Etterstad efter forslag fra Høyre, Fremskrittspartiet og Venstre. 